# Antonio de la Cruz
Jesús Antonio de la Cruz Gallego (* 7. května 1947 León) je bývalý španělský fotbalový obránce a trenér.

## Klubová kariéra
Svou kariéru zahájil v klubu Júpiter Leonés. Jeho první profesionální klub byl Real Valladolid, poté přestoupil do klubu Granada CF. Od roku 1972 hrál za klub FC Barcelona, kde v roce 1979 ukončil kariéru.

## Reprezentační kariéra
Jeden zápas odehrál za španělskou fotbalovou reprezentaci do 23 let. Od roku 1972 byl členem španělské fotbalové reprezentace. Účastnil se Mistrovství světa ve fotbale 1978.

## Trenérská kariéra
Po skončení kariéry působil jak trenér v klubech:
- 1987–1988, Sabadell
- 1995–1996, FC Barcelona „C“
- 1998–1999, Jokohama F. Marinos
- 2003, FC Barcelona (prozatímní)